# Walter Brunner (Historiker)
Walter Ferdinand Brunner (* 1. Dezember 1940 in Greith bei Pöls, Steiermark) ist ein österreichischer Archivar und Landeshistoriker im Ruhestand.

## Leben
Walter Brunner wurde 1940 in Pöls als siebtes Kind der Bauernleute Maria und Franz Brunner geboren. Ebendort besuchte er die Volksschule und darauffolgend das Knabenseminar in Graz. Anschließend studierte er Geschichte und Anglistik an den Universitäten Graz und Wien. Ab 1969 war er am Steiermärkischen Landesarchiv tätig, von 1996 bis 2003 als dessen Direktor.
Im Jahr 1993 habilitierte er sich für österreichische Geschichte an der Universität Graz.

## Schriften
- Geschichte von Pöls, 1976.
- 1000 Jahre  Scheifling, 1978.
- Schöder: Festschrift zur 800-Jahr-Feier, 1981.
- Dürnstein-Wildbad Einöd, 1982
- Geschichte von Neumarkt in der Steiermark, 1985.
- Semriach, anläßlich der 750-Jahr-Feier im Jahre 1987, 1987.
- Einach: Geschichte einer obersteirischen Bergbauerngemeinde, 1988.
- Bomben auf Graz: Die Dokumentation Weissmann. Leykam Verlag, Graz 1989, ISBN 3-7011-7201-3.
- (mit Conrad Heberling) Schloss Premstätten: Ritterturm – Adelsschloss – Ordenshaus – High-Tech-Center, 1989.
- Irdning: Geschichte eines obersteirischen Marktes, 1990.
- Martin Zeiller, ein Gelehrtenleben, 1990.
- Steirische Kalvarienberge, 1990.
- Fohnsdorf: Rückblick in die Vergangenheit, Ausblick in die Zukunft, 1992.
- (mit Barbara Kaiser) Schloss Trautenfels, 1992.
- Geschichte von Zeutschach, 1993.
- Thal: Der Lebensraum und seine Bewohner, 1994.
- St.Georgen ob Judenburg, 1997.
- St. Peter am Kammersberg: Die Marktgemeinde stellt ihre Geschichte vor, 1997
- Murau, 1998.
- Gaal. Geschichte des Lebensraumes und seiner Bewohner, Eigenverlag Ortsgemeinde Gaal, 2000.
- Geschichte der Stadt Graz. Im Auftrag der Stadt Graz, Kulturamt (Hrsg.). 4 Bände. Eigenverlag der Stadt Graz, Graz 2003, ISBN 3-902234-02-4.
- Perchau am Sattel: Geschichte einer Passlandschaft und ihrer Bewohner, 2004.
- Mariahof: Geschichte des Lebens und Leidens der Menschen einer Kleinregion von den Anfängen bis zur Gegenwart, 2004
- Oberwölz: Kleine Stadt, große Geschichte, 2005.
- Frojach-Katsch: Vielfalt und Einheit der langen Geschichte eines kleinen Lebensraumes, 2005.
- Oberzeiring: Wechselvolle Geschichte der Bauern und Bürger eines kleinen Lebensraumes, 2006.
- St. Blasen: Die Geschichte der Menschen eines kleinen Lebensraumes im Einflußbereich des Benediktinerstiftes St. Lambrecht, 2009.
- St. Lambrecht: Geschichte einer Marktgemeinde, 2011.
- Unzmarkt-Frauenburg: im Wandel der Zeit, 2012.